# Attack of the 50 Foot Woman
Attack of the 50 Foot Woman è un film di fantascienza statunitense del 1958 diretto da Nathan Juran col nome di Nathan Hertz. È un B-movie oggi considerato un classico e inedito in italiano.

## Trama
Nancy Archer, una casalinga statunitense, viene tradita dal marito e diventa così alcolizzata. Quando incontra un UFO sferico con a bordo un alieno gigante e lo riferisce in città nessuno le vuole credere. Il marito la conduce in auto sul luogo dell'avvistamento per convincerla che si trattava di un'allucinazione. Qui, davanti all'alieno, l'uomo scappa mentre la donna viene colpita da un raggio emesso dall'astronave.
La donna cresce così fino a diventare alta 50 piedi, cioè oltre 15 metri e decide di pareggiare i conti con il marito che ritrova tra le braccia dell'amante nel bar locale. Dopo una serie di distruzioni i due finiranno folgorati dall'alta tensione a causa di un proiettile sparato dallo sceriffo della città, che ha colpito il traliccio.

## Produzione
La pellicola fu girata a Tarzana, Los Angeles, California, con un budget molto ridotto di 88.000 dollari.

## Accoglienza e critica
Il film, benché girato con pochi mezzi, riscosse un certo successo, ricavando 480.000 dollari.
(Fantafilm)

## Influenza culturale
Secondo Celli e Cottino-Jones il film avrebbe ispirato, con intenti ironici e di parodia, l'episodio Le tentazioni del dottor Antonio di Federico Fellini nel film a episodi Boccaccio '70 .
Il tema della donna gigante venne ripreso l'anno successivo nell'ultimo film di Lou Costello (Pinotto), la commedia The 30 Foot Bride of Candy Rock, ma un vero remake è stato realizzato da Christopher Guest nel 1993 con il film per la televisione Una donna in "crescendo" (Attack of the 50 Ft. Woman).
Attack of the 50 Foot Woman è stato parodiato nel film Attack of the 60 Foot Centerfold (1995) ed è l'evidente fonte di ispirazione per il personaggio di Ginormica (alta esattamente 50 piedi) nel film Mostri contro alieni (2009), che trae spunto dai classici del cinema di fantascienza statunitense della fine degli anni cinquanta.
Nel film di Quentin Tarantino Pulp Fiction, il poster del film è visibile nel club in cui ballano Vincent Vega e Mia Wallace.
Il gruppo rock The Tubes ha inserito una canzone intitolata "Attack of the fifty foot woman" nell'album "The completion backward principle" (1981).
La cantautrice americana Lana Del Rey ha proposto per la sua cover di Doin' Time dei Sublime un video musicale deliberatamente ispirato al film.